# Music (Madonna-album)
A Music Madonna amerikai énekesnő nyolcadik nagylemeze, amelyet 2000. szeptember 18-án adott ki a Maverick és a Warner Bros. Records. Szerepel az 1001 lemez, amit hallanod kell, mielőtt meghalsz című könyvben.

## Kritikák
| Szakmai értékelés      | Szakmai értékelés |
| ---------------------- | ----------------- |
| Összesített pontszámok |                   |
| Metacritic             | (80/100)          |
| Egyéb értékelések      |                   |
| Értékelő               | Értékelés         |
| AllMusic               | [ 2 ]             |
| Robert Christgau       | (A)               |
| Entertainment Weekly   | (A)               |
| NME                    | [ 5 ]             |
| Rolling Stone          | [ 6 ]             |
| Select                 | [ 7 ]             |
| Slant Magazine         | [ 8 ]             |
| Spin                   | [ 9 ]             |
| Vibe                   | [ 10 ]            |

A Music nagy elismerést szerzett magának a kritikusok körében, 80/100-ra értékelték tizenhat szakmai vélemény alapján. Stephen Thomas Erlewine zenekritikus, az AllMusic szerkesztője négy csillagot adott az ötből, dicsérve Madonna együttműködését Mirwais Ahmadzaïval, és ezt a közös munkát nevezve meg az album sikerének, ahogyan fogalmazott: „amiért az albumban életre kel a szikra és a stílus”. Robert Christgau és az Entertainment Weekly is (A) minősítéssel értékelte. A Music összesen öt Grammy-díj jelölést kapott, többek között a legjobb popalbum, az év dala (a "Music") és a legjobb női popénekesi teljesítményért járó kategóriákban is, valamint elnyerte az év felvételéért járó díjat. 2002-ben Madonna "Don’t Tell Me" című kislemeze még két jelölést kapott a legjobb videóklip és a legjobb rövidfilm kategóriákban. A New Musical Express 2000-ben az albumot az 50-es listáján a 47. helyet sorolta. 2003-ban a Music a 452. helyre került a Rolling Stone magazin által jegyzett minden idők 500 legjobb albuma listáján, ez Madonna negyedik lemeze ami felkerült, ezzel pedig a legtöbb listán szereplő albummal rendelkező női énekesnő a világon. Az albumot továbbá besorolták az 1001 lemez, amit hallanod kell, mielőtt meghalsz zenei kézikönyvbe.
Déri Zsolt magyar zenekritikus így jellemzi az albumot: „A William Orbit produceri segédletével készült, éteri, sok rétegű Ray Of Light album után két és fél évvel Madonna egy lecsupaszított, minimalista poplemezzel jelentkezik, melyen fő segédje egy 39 éves, afgán származású francia producer, Mirwais Ahmadzai, aki a nyolcvanas évek elején még a Taxi Girl nevű párizsi art-punk zenekarban játszott, ám azóta igazi elektronikus kísérletező lett. Mirwais az új Madonna-album hat számában társszerző-producer, s e jól megeffektezett hat dal között egyaránt találunk feszes, funkos táncdalokat, groove-os középtempós opuszokat és fülledt, melankolikus darabokat is. A lemez további francia vonatkozása, hogy Charlotte Gainsbourg színésznő hallható a női szerepekről szóló "What It Feels Like for a Girl" című szép, lassú lüktetésű számban, melynek producere a Björk mellől is ismerős Guy Sigsworth volt. Madonna szerencsére William Orbittal is készített három számot a lemezre, melyek közül a "Runaway Lover" című trancees, houseos dal a legslágeresebb, de finom, akusztikus gitárhangokat és elektronikát vegyítő számból is akad. A lemez felépítése jól átgondolt, az elején a dance-slágerek, a közepén a középtempós, R&B-s, hiphopos alapú darabok, a vége felé a lassú számok uralkodnak, miközben eddigi legőszintébb, legbensőségesebb szövegeit énekli az énekesnő, aki megasztárként sem riad vissza a kihívásoktól és a kockázatoktól, például akkor sem, ha újabb és újabb zenei segédjeinek kiválasztásáról van szó. Mer és általában nyer.”

## Számlista
| Music Normál kiadás | Music Normál kiadás             | Music Normál kiadás                     | Music Normál kiadás                          | Music Normál kiadás | Music Normál kiadás | Music Normál kiadás | Music Normál kiadás | Music Normál kiadás | Music Normál kiadás |
|                     | Cím                             | Szerző(k)                               | Producer(ek)                                 | Hossz               |                     |                     |                     |                     |                     |
| ------------------- | ------------------------------- | --------------------------------------- | -------------------------------------------- | ------------------- | ------------------- | ------------------- | ------------------- | ------------------- | ------------------- |
| 1.                  | "Music"                         | Madonna · Mirwais Ahmadzaï              | Madonna · Mirwais Ahmadzaï                   | 3:44                |                     |                     |                     |                     |                     |
| 2.                  | "Impressive Instant"            | Madonna · Mirwais Ahmadzaï              | Madonna · Mirwais Ahmadzaï                   | 3:37                |                     |                     |                     |                     |                     |
| 3.                  | "Runaway Lover"                 | Madonna · William Orbit                 | Madonna · William Orbit                      | 4:46                |                     |                     |                     |                     |                     |
| 4.                  | "I Deserve It"                  | Madonna · Mirwais Ahmadzaï              | Madonna · Mirwais Ahmadzaï                   | 4:23                |                     |                     |                     |                     |                     |
| 5.                  | "Amazing"                       | Madonna · William Orbit                 | Madonna · William Orbit                      | 3:43                |                     |                     |                     |                     |                     |
| 6.                  | "Nobody's Perfect"              | Madonna · Mirwais Ahmadzaï              | Madonna · Mirwais Ahmadzaï                   | 4:58                |                     |                     |                     |                     |                     |
| 7.                  | Don’t Tell Me                   | Madonna · Mirwais Ahmadzaï · Joe Henry  | Madonna · Mirwais Ahmadzaï                   | 4:40                |                     |                     |                     |                     |                     |
| 8.                  | "What It Feels Like for a Girl" | Madonna · Guy Sigsworth                 | Madonna · Guy Sigsworth Mark "Spike" Stent   | 4:43                |                     |                     |                     |                     |                     |
| 9.                  | "Paradise (Not for Me)"         | Madonna · Mirwais Ahmadzaï              | Madonna · Mirwais Ahmadzaï                   | 6:33                |                     |                     |                     |                     |                     |
| 10.                 | "Gone"                          | Madonna · Damian Le Gassick · Nik Young | Madonna · William Orbit · Mark "Spike" Stent | 3:24                |                     |                     |                     |                     |                     |
| 44:40               |                                 |                                         |                                              |                     |                     |                     |                     |                     |                     |

| Music International kiadás (bónusz szám) | Music International kiadás (bónusz szám) | Music International kiadás (bónusz szám) | Music International kiadás (bónusz szám) | Music International kiadás (bónusz szám) | Music International kiadás (bónusz szám) | Music International kiadás (bónusz szám) | Music International kiadás (bónusz szám) | Music International kiadás (bónusz szám) | Music International kiadás (bónusz szám) |
|                                          | Cím                                      | Szerző(k)                                | Producer(ek)                             | Hossz                                    |                                          |                                          |                                          |                                          |                                          |
| ---------------------------------------- | ---------------------------------------- | ---------------------------------------- | ---------------------------------------- | ---------------------------------------- | ---------------------------------------- | ---------------------------------------- | ---------------------------------------- | ---------------------------------------- | ---------------------------------------- |
| 11.                                      | "American Pie"                           | Don McLean                               | Madonna · William Orbit                  | 4:33                                     |                                          |                                          |                                          |                                          |                                          |
| 49:13                                    |                                          |                                          |                                          |                                          |                                          |                                          |                                          |                                          |                                          |

| Music Japán és Ausztrál kiadás (bónusz szám) | Music Japán és Ausztrál kiadás (bónusz szám) | Music Japán és Ausztrál kiadás (bónusz szám) | Music Japán és Ausztrál kiadás (bónusz szám) | Music Japán és Ausztrál kiadás (bónusz szám) | Music Japán és Ausztrál kiadás (bónusz szám) | Music Japán és Ausztrál kiadás (bónusz szám) | Music Japán és Ausztrál kiadás (bónusz szám) | Music Japán és Ausztrál kiadás (bónusz szám) | Music Japán és Ausztrál kiadás (bónusz szám) |
|                                              | Cím                                          | Szerző(k)                                    | Producer(ek)                                 | Hossz                                        |                                              |                                              |                                              |                                              |                                              |
| -------------------------------------------- | -------------------------------------------- | -------------------------------------------- | -------------------------------------------- | -------------------------------------------- | -------------------------------------------- | -------------------------------------------- | -------------------------------------------- | -------------------------------------------- | -------------------------------------------- |
| 12.                                          | "Cyber-Raga"                                 | Madonna · Talvin Singh                       | Madonna · Talvin Singh                       | 5:33                                         |                                              |                                              |                                              |                                              |                                              |
| 53:46                                        |                                              |                                              |                                              |                                              |                                              |                                              |                                              |                                              |                                              |

| 11. | "Lo Que Siente La Mujer" (What It Feels Like for a Girl)         | Madonna · Guy Sigsworth · Torn · Alberto Ferraras | Madonna · Guy Sigsworth · Mark "Spike" Stent | 4:44 |
| 12. | "What It Feels Like for a Girl" (Above & Beyond Club Radio Edit) | Madonna · Guy Sigsworth · Torn                    | Madonna · Guy Sigsworth · Mark "Spike" Stent | 3:45 |

| 1. | "Music" (Deep Dish Dot Com Remix)                             | Madonna · Mirwais Ahmadzaï                        | Deep Dish                                  | 11:22 |
| 2. | "Music" (HQ2 Club Mix)                                        | Madonna · Mirwais Ahmadzaï                        | Hex Hector · Mac Quayle                    | 8:51  |
| 3. | Don’t Tell Me (Timo Maas Mix)                                 | Madonna · William Orbit · Joe Henry               | Martin Buttrich · Martin Buttrich          | 6:55  |
| 4. | Don’t Tell Me (Tracy Young Club Mix)                          | Madonna · Mirwais Ahmadzaï · Joe Henry            | Tracy Young · Chris Crane                  | 11:00 |
| 5. | "What It Feels Like for a Girl" (Paul Oakenfold Perfecto Mix) | Madonna · Guy Sigsworth · Torn                    | Paul Oakenfold · Andy Gray                 | 7:20  |
| 6. | "Lo Que Siente La Mujer" (What It Feels Like for a Girl)      | Madonna · Guy Sigsworth · Torn · Alberto Ferraras | Madonna · Guy Sigsworth Mark "Spike" Stent | 4:44  |
| 7. | "What It Feels Like for a Girl" (videó)                       | Madonna · Guy Sigsworth · Torn                    | Above & Beyond                             | 4:36  |

## Kislemezek
| #  | Kislemez                      | Megjelenés          |
| -- | ----------------------------- | ------------------- |
| 1. | Music                         | 2000. augusztus 21. |
| 2. | Don’t Tell Me                 | 2000. november 21.  |
| 3. | What It Feels Like for a Girl | 2001. április 16.   |

## Közreműködők
- Madonna – vokál, gitár, producer
- Steve Sidelnyk – dob
- Guy Sigsworth – gitár, billentyűs hangszerek, producer, programozás
- William Orbit – billentyűs hangszerek, gitár, programozás, háttérvokál
- Mirwais Ahmadzaï – billentyűs hangszerek, gitár, programozás
- Mark "Spike" Stent – producer, keverés
- Jake Davies – hangmérnökök
- Mark Endert – hangmérnökök
- Geoff Foster – hangmérnökök
- Sean Spuehler – hangmérnökök, programozás
- Tim Lambert – segédhangmérnökök
- Chris Ribando – segédhangmérnökök
- Dan Vickers – segédhangmérnökök
- Geoff Foster – húros hangszerelés
- Tim Young – maszterelés
- Kevin Reagan – művészi rendezés, dizájn
- Matthew Lindauer – dizájn
- Jean-Baptiste Mondino – fényképezés

## Helyezések
| Albumlista (2000)         | Csúcs helyezés |
| ------------------------- | -------------- |
| Ausztrál albumlista       | 2              |
| Belga Flanders albumlista | 1              |
| Belga Wallonia albumlista | 1              |
| Dán albumlista            | 1              |
| Finn albumlista           | 1              |
| Francia albumlista        | 1              |
| Görög albumlista          | 1              |
| Ír albumlista             | 1              |
| Japán albumlista          | 7              |
| Kanadai albumlista        | 1              |
| Lengyel albumlista        | 1              |
| Német Media albumlista    | 1              |
| Német Mega albumlista     | 1              |
| Norvég albumlista         | 1              |
| Olasz albumlista          | 1              |
| Spanyol albumlista        | 2              |
| Svájci albumlista         | 1              |
| Svéd albumlista           | 1              |
| Tajvani albumlista        | 1              |
| Új-Zélandi albumlista     | 2              |
| UK albumlista             | 1              |
| USA albumlista            | 1              |

| Albumlista (2012)      | Csúcs helyezés |
| ---------------------- | -------------- |
| Finn albumlista        | 65             |
| Német Media albumlista | 13             |

## Minősítések
| Ország                       | Minősítés  | Eladás     |
| ---------------------------- | ---------- | ---------- |
| Argentína (CAPIF)            | platina    | 60,000+    |
| Ausztrália (ARIA)            | 3x platina | 210,000+   |
| Ausztria (IFPI Ausztria)     | platina    | 50,000+    |
| Belgium (BEA)                | 3x platina | 150,000+   |
| Brazília (ABPD)              | arany      | 100,000    |
| Dánia (IFPI Dánia)           | 2x platina | 100,000+   |
| Finnország (IFPI Finnország) | arany      | 32,515+    |
| Franciaország (SNEP)         | 2x platina | 600,000+   |
| Hollandia (NVPI)             | 2x platina | 160,000+   |
| Kanada (MC)                  | 3x platina | 300,000+   |
| Lengyelország (ZPAV)         | platina    | 100,000+   |
| Magyarország (MAHASZ)        | arany      | 25,000+    |
| Mexikó (AMPROFON)            | arany      | 75,000+    |
| Németország (BVMI)           | 2x platina | 600,000+   |
| Spanyolország (PROMUSICAE)   | 2x platina | 200,000+   |
| Svájc (IFPI Svájc)           | 2x platina | 60,000+    |
| Svédország (GLF)             | platina    | 80,000+    |
| Új-Zéland (RMNZ)             | 2x platina | 30,000+    |
| UK (BPI)                     | 5x platina | 1,500,000+ |
| USA (RIAA)                   | 3x platina | 3,000,000+ |
| Összesítés                   |            |            |
| Európa (IFPI)                | 5x platina | 5,000,000+ |